# Eragon (2006.)
Eragon je film redatelja Petera Buchmana koji je režirao i jedan od popularnijih filmova Jurski park 3. Film je napravljen po istoimenoj knjizi Christophera Paolinija - Eragon.
U glavnim ulogama igraju Edward Speleers kao Eragon, Jeremy Irons kao Brom, Joss Stone kao Angela, Sienna Guillory, Robert Carlyle, John Malkovich, Garrett Hedlund, Alun Armstrong, te mnogi drugi. Zanimljivo je spomenuti da je glazbu radila Avril Lavigne.

## Nagrade i nominacije
| Nagrada        | Kategorija                             | Dobitnik/Nominirani       | Pobjeda |
| -------------- | -------------------------------------- | ------------------------- | ------- |
| Nagrada Saturn | Najbolji fantastični film              | Najbolji fantastični film | Ne      |
| Nagrada Saturn | Najbolja izvedba mladog glumca/glumice | Edward Speleers           | Ne      |